# 이쿠타촌 (나가노현)
이쿠타촌(生田村)은 나가노현 시모이나군에 있던 촌이다. 현재의 마쓰카와정에 해당한다.

## 역사
- 1889년 4월 1일 - 정촌제 시행에 의해 이쿠타촌이 단독으로 자치체를 형성하였다.
- 1959년 4월 1일 - 마쓰카와정에 편입해, 동일 이쿠타촌은 폐지되었다.

## 참고문헌
- 角川日本地名大辞典 20 長野県